# Григорьев, Константин Константинович
Константи́н Константи́нович Григо́рьев (18 февраля 1937, Ленинград — 26 февраля 2007, Санкт-Петербург) — советский актёр театра и кино, сценарист. Заслуженный артист РФ (2002).

## Биография
Родился 18 февраля 1937 года. Во время блокады мать, Лидия Васильевна (1914—2004), эвакуировалась, оставив Константина в Ленинграде. Воспитывался бабушкой и дедушкой. Актёром мечтал быть с детства, вёл в школе драмкружок. Не поступив в театральный институт, вечерами играл в народном театре «На Выборгской стороне», в студии Выборгского Дворца культуры прозанимался пять лет. Затем учился в школе-студии при Театре имени Ленсовета  и параллельно работал там же мастером сцены, потом стал пробоваться в эпизодических ролях — в «Первом встречном», в «Тане», в «Опасном возрасте». Были интересные эпизоды и крупные роли. После Театра им. Ленсовета работал в ленинградском театре имени В. Ф. Комиссаржевской. «Амнистия», «Люди и мыши», «Влюблённый лев», «Принц и нищий», «Метель», «Физики и лирики», «Дым отечества», «Насмешливое моё счастье», «Господин Пунтила и его слуга Матти», «Первая глава» — вот неполный список его театральных работ.
В 1972 году был уволен из театра имени Комиссаржевской, после того как в грубой форме возразил руководителю Рубену Агамирзяну. Переехав в Москву, получил комнату в коммунальной квартире от театра им. Пушкина, в котором работал с 1973 по 1981 год (спектакли «Легенда о Паганини», «Пятый десяток», «Разбойники», «Жил был я», «Без вины виноватые»). По приглашению Олега Николаевича Ефремова с 1981 по 1989 годы состоял в труппе МХАТа («Обратная связь», «Утиная охота» и другие). Играл у Камы Гинкаса в спектакле «Вагончик».
Снимался в фильмах «Сибириада», «Раба любви», «Сыновья уходят в бой», «Хождение по мукам», «Транссибирский экспресс», «Чёрный треугольник», «Трактир на Пятницкой», «Ищи ветра…», «Зелёный фургон», «Хозяйка детского дома», «Остров сокровищ», «Антарктическая повесть» и других.
17 февраля 1984 года в Доме актёра Константин праздновал свой сорок седьмой день рождения. Выйдя на улицу, был избит неизвестными, попал в больницу с проломленным черепом. Две недели он провёл в коме. После этой трагедии уже не мог работать, его актёрской карьере пришёл конец. Лишь в 1991 году он снялся в фильме Александра Соловьёва «По Таганке ходят танки», где исполнил роль шизофреника по прозвищу Миклухо-Маклай. В 1989 году развёлся с супругой, в начале 1990-х вернулся в Санкт-Петербург. О последних годах жизни актёра мало что известно.
Скончался от онкологического заболевания 26 февраля 2007 года в Санкт-Петербурге. Похоронен 28 февраля там же, на Большеохтинском кладбище.

## Фильмография

### Актёрская работа
1. 1964 — Я — шофёр такси
2. 1967 — Война под крышами — Никита Пинчук, командир взвода
3. 1968 — Шаги по земле — немецкий офицер
4. 1969 — Сыновья уходят в бой — Никита Пинчук
5. 1970 — Куда плывут облака (телеспектакль)
6. 1971 — Ночь на 14-й параллели — эпизод
7. 1972 — Двенадцать месяцев — глашатай
8. 1973 — Земля Санникова — офицер, очевидец пари
9. 1973 — Разные люди (телеспектакль) — эпизод, под гитару исполняет песню Городницкого «Атланты»
10. 1973 — Твоя юность (телеспектакль) — отец Майки
11. 1975 — Родины солдат — узник концлагеря
12. 1975 — Раба любви — капитан Николай Николаевич Федотов, начальник контрразведки
13. 1977 — Трактир на Пятницкой — Игорь Рыбин (главарь банды по кличке Серый)
14. 1977 — Транссибирский экспресс — Шнайдер
15. 1977 — Хождение по мукам — матрос Чугай
16. 1978 — Сибириада — геолог-изыскатель Гурьев
17. 1979 — Антарктическая повесть — Семёнов
18. 1979 — Ищи ветра… — Павел
19. 1980 — Не стреляйте в белых лебедей — пассажир в купе
20. 1981 — Люди на болоте
21. 1981 — Чёрный треугольник — Леонид Борисович Косачевский, заместитель председателя Московской милиции
22. 1982 — Остров сокровищ — капитан Смоллет
23. 1982 — Пиковая дама — Нарумов
24. 1983 — Зелёный фургон — товарищ начоперот
25. 1983 — Хозяйка детского дома — Семён Потапов
26. 1983 — Шурочка — Василий Нилыч Назанский, офицер
27. 1984 — Кто сильнее его — лекарь Буймо
28. 1984 — Лев Толстой — купец Николай
29. 1991 — По Таганке ходят танки — Петр Яковлевич Кравченко (шизофреник по прозвищу Миклухо-Маклай)

### Сценарист
- 1998 — Кому я должен — всем прощаю